# 2022-es Championship League (pontszerző)
A 2022-es Championship League (hivatalosan a 2022 BetVictor Championship League) egy profi pontszerző snookertorna volt, amelyre 2022. június 28. és július 29. között került sor az angliai Leicesterben. Ez volt a 2022–2023-as snookerszezon első pontszerző versenye. David Gilbert volt a címvédő, aki 3–1-re legyőzte Mark Allent a torna előző döntőjében. Ezen a versenyen azonban a második fordulóban kiesett.
Luca Brecel nyerte a tornát, 3–1-re legyőzve Lu Ninget, ezzel megszerezte harmadik pontszerző címét.

## Lebonyolítás
Az eseményen 128 játékos vett részt, ami három fordulóból állt és egy három nyert frame-ig tartó döntőből. Az első forduló 32, a második kör 8, a harmadik kör 2 négyfős csoportból állt. Minden csoportgyőztes továbbjutott a következő fordulóba. A csoportkörök körmérkőzéses formában zajlottak, és minden mérkőzésen négy frame-et játszottak. A győzelemért három, a döntetlenért egy pont járt. A csoportpozíciókat a megszerzett pontok, a frame-különbség, majd az ugyanannyi pontot elérő játékosok közötti egymás elleni eredmények határozták meg. Ha ezután is holtverseny alakult ki, akkor a csoportban elért magasabb break döntött.

## Díjazás
A torna összdíjazása 328 000 font volt, ebből a győztes 33 000 fontot kapott. Ez az esemény az első a BetVictor Series nyolc eseménye közül, mindegyiket a BetVictor sportfogadási vállalat szponzorálta. Az egyes szakaszokig eljutó játékosok az alábbi díjazásban részesültek:
| Első kör - Győztes: 3000 £ - Második helyezett: 2000 £ - Harmadik helyezett: 1000 £ - Negyedik helyezett: 0 £ | Második kör - Győztes: 4000 £ - Második helyezett: 3000 £ - Harmadik helyezett: 2000 £ - Negyedik helyezett: 1000 £ | Harmadik kör - Győztes: 6000 £ - Második helyezett: 4000 £ - Harmadik helyezett: 2000 £ - Negyedik helyezett: 1000 £ | Döntő - Győztes: 20 000 £ - Második helyezett: 10 000 £ |

- Összesen: 328 000 £

## Sorsolás

### Első forduló
Az első forduló 32 csoportból állt. Minden csoportban négy játékos szerepelt.

#### 1. csoport
| Hely. | Játékos               | M | Gy | D | V | F+ | F- | FK | LB  | P |
| ----- | --------------------- | - | -- | - | - | -- | -- | -- | --- | - |
| 1     | Ronnie O’Sullivan     | 3 | 3  | 0 | 0 | 9  | 2  | +7 | 121 | 9 |
| 2     | Alexander Ursenbacher | 3 | 2  | 0 | 1 | 7  | 5  | +2 | 105 | 6 |
| 3     | Alfie Burden          | 3 | 0  | 1 | 2 | 4  | 8  | –4 | 79  | 1 |
| 4     | Farakh Ajaib          | 3 | 0  | 1 | 2 | 3  | 8  | –5 | 79  | 1 |

| Ronnie O’Sullivan     | 3 – 0 | Farakh Ajaib          |
| Alexander Ursenbacher | 3 – 1 | Alfie Burden          |
| Alexander Ursenbacher | 3 – 1 | Farakh Ajaib          |
| Ronnie O’Sullivan     | 3 – 1 | Alfie Burden          |
| Alfie Burden          | 2 – 2 | Farakh Ajaib          |
| Ronnie O’Sullivan     | 3 – 1 | Alexander Ursenbacher |

#### 2. csoport
| Hely. | Játékos         | M | Gy | D | V | F+ | F- | FK | LB  | P |
| ----- | --------------- | - | -- | - | - | -- | -- | -- | --- | - |
| 1     | Jamie Clarke    | 3 | 1  | 2 | 0 | 7  | 4  | +3 | 62  | 5 |
| 2     | Judd Trump      | 3 | 1  | 2 | 0 | 7  | 5  | +2 | 76  | 5 |
| 3     | Sean O’Sullivan | 3 | 1  | 0 | 2 | 4  | 7  | –3 | 65  | 3 |
| 4     | Peng Yisong     | 3 | 0  | 2 | 1 | 5  | 7  | –2 | 133 | 2 |

| Judd Trump      | 2 – 2 | Peng Yisong     |
| Jamie Clarke    | 3 – 0 | Sean O’Sullivan |
| Jamie Clarke    | 2 – 2 | Peng Yisong     |
| Judd Trump      | 3 – 1 | Sean O’Sullivan |
| Sean O’Sullivan | 3 – 1 | Peng Yisong     |
| Judd Trump      | 2 – 2 | Jamie Clarke    |

#### 3. csoport
| Hely. | Játékos        | M | Gy | D | V | F+ | F- | FK | LB  | P |
| ----- | -------------- | - | -- | - | - | -- | -- | -- | --- | - |
| 1     | Ben Woollaston | 3 | 3  | 0 | 0 | 9  | 1  | +8 | 127 | 9 |
| 2     | Mark Selby     | 3 | 2  | 0 | 1 | 7  | 4  | +3 | 113 | 6 |
| 3     | James Cahill   | 3 | 1  | 0 | 2 | 4  | 7  | –3 | 70  | 3 |
| 4     | Zhang Jiankang | 3 | 0  | 0 | 3 | 1  | 9  | –8 |     | 0 |

| Mark Selby     | 3 – 1 | James Cahill   |
| Ben Woollaston | 3 – 0 | Zhang Jiankang |
| Ben Woollaston | 3 – 0 | James Cahill   |
| Mark Selby     | 3 – 0 | Zhang Jiankang |
| Zhang Jiankang | 1 – 3 | James Cahill   |
| Mark Selby     | 1 – 3 | Ben Woollaston |

#### 4. csoport
| Hely. | Játékos      | M | Gy | D | V | F+ | F- | FK | LB  | P |
| ----- | ------------ | - | -- | - | - | -- | -- | -- | --- | - |
| 1     | Zhao Xintong | 3 | 3  | 0 | 0 | 9  | 1  | +8 | 105 | 9 |
| 2     | Hammad Miah  | 3 | 1  | 1 | 1 | 5  | 6  | –1 | 57  | 4 |
| 3     | Michael Holt | 3 | 1  | 0 | 2 | 5  | 7  | –2 | 75  | 3 |
| 4     | Adam Duffy   | 3 | 0  | 1 | 2 | 3  | 8  | –5 |     | 1 |

| Zhao Xintong | 3 – 1 | Michael Holt |
| Hammad Miah  | 2 – 2 | Adam Duffy   |
| Hammad Miah  | 3 – 1 | Michael Holt |
| Zhao Xintong | 3 – 0 | Adam Duffy   |
| Adam Duffy   | 1 – 3 | Michael Holt |
| Zhao Xintong | 3 – 0 | Hammad Miah  |

#### 5. csoport
| Hely. | Játékos       | M | Gy | D | V | F+ | F- | FK | LB  | P |
| ----- | ------------- | - | -- | - | - | -- | -- | -- | --- | - |
| 1     | Mark Williams | 3 | 3  | 0 | 0 | 9  | 2  | +7 | 140 | 9 |
| 2     | Li Hang       | 3 | 1  | 1 | 1 | 6  | 6  | 0  | 111 | 4 |
| 3     | Andrew Pagett | 3 | 1  | 0 | 2 | 4  | 7  | –3 | 94  | 3 |
| 4     | Rory McLeod   | 3 | 0  | 1 | 2 | 4  | 8  | –4 | 56  | 1 |

| Mark Williams | 3 – 1 | Rory McLeod   |
| Li Hang       | 3 – 1 | Andrew Pagett |
| Li Hang       | 2 – 2 | Rory McLeod   |
| Mark Williams | 3 – 0 | Andrew Pagett |
| Andrew Pagett | 3 – 0 | Rory McLeod   |
| Mark Williams | 3 – 1 | Li Hang       |

#### 6. csoport
| Hely. | Játékos       | M | Gy | D | V | F+ | F- | FK | LB | P |
| ----- | ------------- | - | -- | - | - | -- | -- | -- | -- | - |
| 1     | Michael Judge | 3 | 1  | 2 | 0 | 7  | 5  | +2 | 77 | 5 |
| 2     | Kyren Wilson  | 3 | 0  | 3 | 0 | 6  | 6  | 0  | 98 | 3 |
| 3     | Zhang Anda    | 3 | 0  | 3 | 0 | 6  | 6  | 0  | 66 | 3 |
| 4     | Luke Simmonds | 3 | 0  | 2 | 1 | 5  | 7  | –2 | 65 | 2 |

| Kyren Wilson  | 2 – 2 | Luke Simmonds |
| Zhang Anda    | 2 – 2 | Michael Judge |
| Zhang Anda    | 2 – 2 | Luke Simmonds |
| Kyren Wilson  | 2 – 2 | Michael Judge |
| Michael Judge | 3 – 1 | Luke Simmonds |
| Kyren Wilson  | 2 – 2 | Zhang Anda    |

#### 7. csoport
| Hely. | Játékos        | M | Gy | D | V | F+ | F- | FK | LB  | P |
| ----- | -------------- | - | -- | - | - | -- | -- | -- | --- | - |
| 1     | Shaun Murphy   | 3 | 2  | 1 | 0 | 8  | 2  | +6 | 144 | 7 |
| 2     | Ben Mertens    | 3 | 2  | 1 | 0 | 8  | 4  | +4 | 117 | 7 |
| 3     | Xu Si          | 3 | 1  | 0 | 2 | 4  | 7  | –3 | 61  | 3 |
| 4     | Liam Highfield | 3 | 0  | 0 | 3 | 2  | 9  | –7 | 70  | 0 |

| Shaun Murphy   | 2 – 2 | Ben Mertens    |
| Liam Highfield | 1 – 3 | Xu Si          |
| Liam Highfield | 1 – 3 | Ben Mertens    |
| Shaun Murphy   | 3 – 0 | Xu Si          |
| Xu Si          | 1 – 3 | Ben Mertens    |
| Shaun Murphy   | 3 – 0 | Liam Highfield |

#### 8. csoport
| Hely. | Játékos         | M | Gy | D | V | F+ | F- | FK | LB  | P |
| ----- | --------------- | - | -- | - | - | -- | -- | -- | --- | - |
| 1     | Michael White   | 3 | 2  | 0 | 1 | 7  | 3  | +4 | 107 | 6 |
| 2     | Mark Joyce      | 3 | 2  | 0 | 1 | 6  | 5  | +1 | 65  | 6 |
| 3     | Jack Lisowski   | 3 | 1  | 1 | 1 | 6  | 6  | 0  | 70  | 4 |
| 4     | Julien Leclercq | 3 | 0  | 1 | 2 | 3  | 8  | –5 | 92  | 1 |

| Jack Lisowski | 2 – 2 | Julien Leclercq |
| Mark Joyce    | 0 – 3 | Michael White   |
| Mark Joyce    | 3 – 1 | Julien Leclercq |
| Jack Lisowski | 3 – 1 | Michael White   |
| Michael White | 3 – 0 | Julien Leclercq |
| Jack Lisowski | 1 – 3 | Mark Joyce      |

#### 9. csoport
| Hely. | Játékos       | M | Gy | D | V | F+ | F- | FK | LB  | P |
| ----- | ------------- | - | -- | - | - | -- | -- | -- | --- | - |
| 1     | Yuan Sijun    | 3 | 3  | 0 | 0 | 9  | 0  | +9 | 95  | 9 |
| 2     | Barry Hawkins | 3 | 2  | 0 | 1 | 6  | 4  | +2 | 105 | 6 |
| 3     | Ken Doherty   | 3 | 0  | 1 | 2 | 3  | 8  | –5 | 52  | 1 |
| 4     | Lei Peifan    | 3 | 0  | 1 | 2 | 2  | 8  | –6 | 56  | 1 |

| Barry Hawkins | 3 – 1 | Ken Doherty |
| Yuan Sijun    | 3 – 0 | Lei Peifan  |
| Yuan Sijun    | 3 – 0 | Ken Doherty |
| Barry Hawkins | 3 – 0 | Lei Peifan  |
| Lei Peifan    | 2 – 2 | Ken Doherty |
| Barry Hawkins | 0 – 3 | Yuan Sijun  |

#### 10. csoport
| Hely. | Játékos         | M | Gy | D | V | F+ | F- | FK | LB | P |
| ----- | --------------- | - | -- | - | - | -- | -- | -- | -- | - |
| 1     | Luca Brecel     | 3 | 2  | 1 | 0 | 8  | 3  | +5 | 98 | 7 |
| 2     | Robbie Williams | 3 | 1  | 2 | 0 | 7  | 5  | +2 | 70 | 5 |
| 3     | Zhao Jianbo     | 3 | 1  | 0 | 2 | 4  | 6  | –2 | 90 | 3 |
| 4     | Oliver Brown    | 3 | 0  | 1 | 2 | 3  | 8  | –5 |    | 1 |

| Luca Brecel     | 3 – 0 | Zhao Jianbo     |
| Robbie Williams | 2 – 2 | Oliver Brown    |
| Robbie Williams | 3 – 1 | Zhao Jianbo     |
| Luca Brecel     | 3 – 1 | Oliver Brown    |
| Oliver Brown    | 0 – 3 | Zhao Jianbo     |
| Luca Brecel     | 2 – 2 | Robbie Williams |

#### 11. csoport
| Hely. | Játékos        | M | Gy | D | V | F+ | F- | FK | LB  | P |
| ----- | -------------- | - | -- | - | - | -- | -- | -- | --- | - |
| 1     | Stuart Bingham | 3 | 2  | 0 | 1 | 6  | 4  | +2 | 69  | 6 |
| 2     | Peter Devlin   | 3 | 1  | 2 | 0 | 7  | 4  | +3 | 61  | 5 |
| 3     | Cao Yupeng     | 3 | 0  | 2 | 1 | 5  | 7  | –2 | 104 | 2 |
| 4     | Peter Lines    | 3 | 0  | 2 | 1 | 4  | 7  | -3 | 72  | 2 |

| Stuart Bingham | 0 – 3 | Peter Devlin |
| Cao Yupeng     | 2 – 2 | Peter Lines  |
| Cao Yupeng     | 2 – 2 | Peter Devlin |
| Stuart Bingham | 3 – 0 | Peter Lines  |
| Peter Lines    | 2 – 2 | Peter Devlin |
| Stuart Bingham | 3 – 1 | Cao Yupeng   |

#### 12. csoport
| Hely. | Játékos           | M | Gy | D | V | F+ | F- | FK | LB  | P |
| ----- | ----------------- | - | -- | - | - | -- | -- | -- | --- | - |
| 1     | Mark Allen        | 3 | 3  | 0 | 0 | 9  | 2  | +7 | 142 | 9 |
| 2     | Himanshu Jain     | 3 | 1  | 1 | 1 | 5  | 5  | 0  | 64  | 4 |
| 3     | Jenson Kendrick   | 3 | 0  | 2 | 1 | 5  | 7  | –2 | 62  | 2 |
| 4     | Stuart Carrington | 3 | 0  | 1 | 2 | 3  | 8  | –5 | 67  | 1 |

| Mark Allen        | 3 – 0 | Himanshu Jain     |
| Stuart Carrington | 2 – 2 | Jenson Kendrick   |
| Stuart Carrington | 0 – 3 | Himanshu Jain     |
| Mark Allen        | 3 – 1 | Jenson Kendrick   |
| Jenson Kendrick   | 2 – 2 | Himanshu Jain     |
| Mark Allen        | 3 – 1 | Stuart Carrington |

#### 13. csoport
| Hely. | Játékos        | M | Gy | D | V | F+ | F- | FK | LB  | P |
| ----- | -------------- | - | -- | - | - | -- | -- | -- | --- | - |
| 1     | Aaron Hill     | 3 | 1  | 2 | 0 | 7  | 4  | +3 | 101 | 5 |
| 2     | David Grace    | 3 | 1  | 2 | 0 | 7  | 5  | +2 | 75  | 5 |
| 3     | Ben Hancorn    | 3 | 0  | 3 | 0 | 6  | 6  | 0  | 88  | 3 |
| 4     | Craig Steadman | 3 | 0  | 1 | 2 | 3  | 8  | –5 | 55  | 1 |

| David Grace    | 2 – 2 | Ben Hancorn    |
| Craig Steadman | 0 – 3 | Aaron Hill     |
| Craig Steadman | 2 – 2 | Ben Hancorn    |
| David Grace    | 2 – 2 | Aaron Hill     |
| Aaron Hill     | 2 – 2 | Ben Hancorn    |
| David Grace    | 3 – 1 | Craig Steadman |

#### 14. csoport
| Hely. | Játékos        | M | Gy | D | V | F+ | F- | FK | LB  | P |
| ----- | -------------- | - | -- | - | - | -- | -- | -- | --- | - |
| 1     | Hossein Vafaei | 3 | 2  | 1 | 0 | 8  | 2  | +6 | 70  | 7 |
| 2     | Tian Pengfei   | 3 | 2  | 1 | 0 | 8  | 3  | +5 | 103 | 7 |
| 3     | Ryan Thomerson | 3 | 1  | 0 | 2 | 4  | 7  | –3 | 99  | 3 |
| 4     | Ng On-yee      | 3 | 0  | 0 | 3 | 1  | 9  | –8 | 94  | 0 |

| Hossein Vafaei | 3 – 0 | Ryan Thomerson |
| Tian Pengfei   | 3 – 0 | Ng On-yee      |
| Tian Pengfei   | 3 – 1 | Ryan Thomerson |
| Hossein Vafaei | 3 – 0 | Ng On-yee      |
| Ng On-yee      | 1 – 3 | Ryan Thomerson |
| Hossein Vafaei | 2 – 2 | Tian Pengfei   |

#### 15. csoport
| Hely. | Játékos       | M | Gy | D | V | F+ | F- | FK | LB  | P |
| ----- | ------------- | - | -- | - | - | -- | -- | -- | --- | - |
| 1     | Ricky Walden  | 3 | 2  | 1 | 0 | 8  | 4  | +4 | 106 | 7 |
| 2     | Gerard Greene | 3 | 1  | 1 | 1 | 6  | 6  | 0  | 65  | 4 |
| 3     | Jackson Page  | 3 | 1  | 0 | 2 | 5  | 7  | –2 | 130 | 3 |
| 4     | Andy Lee      | 3 | 1  | 0 | 2 | 5  | 7  | –2 | 125 | 3 |

| Ricky Walden  | 3 – 1 | Andy Lee      |
| Jackson Page  | 1 – 3 | Gerard Greene |
| Jackson Page  | 3 – 1 | Andy Lee      |
| Ricky Walden  | 2 – 2 | Gerard Greene |
| Gerard Greene | 1 – 3 | Andy Lee      |
| Ricky Walden  | 3 – 1 | Jackson Page  |

#### 16. csoport
| Hely. | Játékos       | M | Gy | D | V | F+ | F- | FK | LB  | P |
| ----- | ------------- | - | -- | - | - | -- | -- | -- | --- | - |
| 1     | David Gilbert | 3 | 2  | 1 | 0 | 8  | 2  | +6 | 100 | 7 |
| 2     | Florian Nüßle | 3 | 2  | 0 | 1 | 6  | 4  | +2 | 61  | 6 |
| 3     | Joe O’Connor  | 3 | 1  | 1 | 1 | 6  | 6  | 0  | 111 | 4 |
| 4     | Zak Surety    | 3 | 0  | 0 | 3 | 1  | 9  | –8 | 55  | 0 |

| David Gilbert | 3 – 0 | Florian Nüßle |
| Joe O’Connor  | 3 – 1 | Zak Surety    |
| Joe O’Connor  | 1 – 3 | Florian Nüßle |
| David Gilbert | 3 – 0 | Zak Surety    |
| Zak Surety    | 0 – 3 | Florian Nüßle |
| David Gilbert | 2 – 2 | Joe O’Connor  |

#### 17. csoport
| Hely. | Játékos         | M | Gy | D | V | F+ | F- | FK | LB  | P |
| ----- | --------------- | - | -- | - | - | -- | -- | -- | --- | - |
| 1     | Ali Carter      | 3 | 2  | 1 | 0 | 8  | 2  | +6 | 70  | 7 |
| 2     | Wu Yize         | 3 | 1  | 2 | 0 | 7  | 5  | +2 | 120 | 5 |
| 3     | Robbie McGuigan | 3 | 0  | 2 | 1 | 4  | 7  | –3 | 88  | 2 |
| 4     | Louis Heathcote | 3 | 0  | 1 | 2 | 3  | 8  | –5 | 113 | 1 |

| Ali Carter      | 3 – 0 | Robbie McGuigan |
| Wu Yize         | 3 – 1 | Louis Heathcote |
| Wu Yize         | 2 – 2 | Robbie McGuigan |
| Ali Carter      | 3 – 0 | Louis Heathcote |
| Louis Heathcote | 2 – 2 | Robbie McGuigan |
| Ali Carter      | 2 – 2 | Wu Yize         |

#### 18. csoport
| Hely. | Játékos      | M | Gy | D | V | F+ | F- | FK | LB  | P |
| ----- | ------------ | - | -- | - | - | -- | -- | -- | --- | - |
| 1     | Daniel Wells | 3 | 2  | 1 | 0 | 8  | 3  | +5 | 80  | 7 |
| 2     | Dominic Dale | 3 | 1  | 1 | 1 | 6  | 6  | 0  | 88  | 4 |
| 3     | Matthew Selt | 3 | 0  | 3 | 0 | 6  | 6  | 0  | 141 | 3 |
| 4     | Duane Jones  | 3 | 0  | 1 | 2 | 3  | 8  | –5 | 80  | 1 |

| Matthew Selt | 2 – 2 | Daniel Wells |
| Dominic Dale | 3 – 1 | Duane Jones  |
| Dominic Dale | 1 – 3 | Daniel Wells |
| Matthew Selt | 2 – 2 | Duane Jones  |
| Duane Jones  | 0 – 3 | Daniel Wells |
| Matthew Selt | 2 – 2 | Dominic Dale |

#### 19. csoport
| Hely. | Játékos      | M | Gy | D | V | F+ | F- | FK | LB  | P  |
| ----- | ------------ | - | -- | - | - | -- | -- | -- | --- | -- |
| 1     | Jordan Brown | 4 | 3  | 1 | 0 | 11 | 4  | +7 | 115 | 10 |
| 2     | Mark Davis   | 4 | 1  | 1 | 2 | 7  | 9  | –2 | 104 | 4  |
| 3     | Ross Muir    | 4 | 0  | 2 | 2 | 5  | 10 | –5 | 94  | 2  |
| 4     | Jimmy White  |   |    |   |   |    |    |    |     |    |

| Jordan Brown | 2 – 2 | Ross Muir  |
| Mark Davis   | 2 – 2 | Ross Muir  |
| Jordan Brown | 3 – 1 | Mark Davis |
| Jordan Brown | 3 – 0 | Ross Muir  |
| Mark Davis   | 3 – 1 | Ross Muir  |
| Jordan Brown | 3 – 1 | Mark Davis |

- Jimmy White utazási problémák miatt visszalépett a tornáról.

#### 20. csoport
| Hely. | Játékos        | M | Gy | D | V | F+ | F- | FK | LB  | P |
| ----- | -------------- | - | -- | - | - | -- | -- | -- | --- | - |
| 1     | Chang Bingyu   | 3 | 2  | 0 | 1 | 6  | 3  | +3 | 108 | 6 |
| 2     | Zhou Yuelong   | 3 | 1  | 2 | 0 | 7  | 4  | +3 | 135 | 5 |
| 3     | Mark King      | 3 | 1  | 1 | 1 | 5  | 6  | –1 | 58  | 4 |
| 4     | Fergal O’Brien | 3 | 0  | 1 | 2 | 3  | 8  | –5 | 59  | 1 |

| Zhou Yuelong | 2 – 2 | Fergal O’Brien |
| Mark King    | 0 – 3 | Chang Bingyu   |
| Mark King    | 3 – 1 | Fergal O’Brien |
| Zhou Yuelong | 3 – 0 | Chang Bingyu   |
| Chang Bingyu | 3 – 0 | Fergal O’Brien |
| Zhou Yuelong | 2 – 2 | Mark King      |

#### 21. csoport
| Hely. | Játékos         | M | Gy | D | V | F+ | F- | FK | LB | P |
| ----- | --------------- | - | -- | - | - | -- | -- | -- | -- | - |
| 1     | Stephen Maguire | 3 | 1  | 2 | 0 | 7  | 4  | +3 | 87 | 5 |
| 2     | Si Jiahui       | 3 | 1  | 2 | 0 | 7  | 5  | +2 | 93 | 5 |
| 3     | Mitchell Mann   | 3 | 0  | 3 | 0 | 6  | 6  | 0  | 80 | 3 |
| 4     | Matthew Stevens | 3 | 0  | 1 | 2 | 3  | 8  | –5 | 81 | 1 |

| Stephen Maguire | 2 – 2 | Si Jiahui       |
| Matthew Stevens | 2 – 2 | Mitchell Mann   |
| Matthew Stevens | 1 – 3 | Si Jiahui       |
| Stephen Maguire | 2 – 2 | Mitchell Mann   |
| Mitchell Mann   | 2 – 2 | Si Jiahui       |
| Stephen Maguire | 3 – 0 | Matthew Stevens |

#### 22. csoport
| Hely. | Játékos            | M | Gy | D | V | F+ | F- | FK | LB  | P |
| ----- | ------------------ | - | -- | - | - | -- | -- | -- | --- | - |
| 1     | Jimmy Robertson    | 3 | 1  | 2 | 0 | 7  | 4  | +3 | 133 | 5 |
| 2     | Thepchaiya Un-Nooh | 3 | 1  | 2 | 0 | 7  | 5  | +2 | 118 | 5 |
| 3     | Ian Martin         | 3 | 1  | 0 | 2 | 4  | 6  | –2 |     | 3 |
| 4     | Marco Fu           | 3 | 0  | 2 | 1 | 4  | 7  | –3 | 95  | 2 |

| Jimmy Robertson    | 3 – 0 | Ian Martin         |
| Thepchaiya Un-Nooh | 2 – 2 | Marco Fu           |
| Thepchaiya Un-Nooh | 3 – 1 | Ian Martin         |
| Jimmy Robertson    | 2 – 2 | Marco Fu           |
| Marco Fu           | 0 – 3 | Ian Martin         |
| Jimmy Robertson    | 2 – 2 | Thepchaiya Un-Nooh |

#### 23. csoport
| Hely. | Játékos          | M | Gy | D | V | F+ | F- | FK | LB  | P |
| ----- | ---------------- | - | -- | - | - | -- | -- | -- | --- | - |
| 1     | Elliot Slessor   | 3 | 2  | 1 | 0 | 8  | 4  | +4 | 79  | 7 |
| 2     | Andrew Higginson | 3 | 1  | 2 | 0 | 7  | 4  | +3 | 95  | 5 |
| 3     | Joe Perry        | 3 | 1  | 1 | 1 | 6  | 5  | +1 | 117 | 4 |
| 4     | Lukas Kleckers   | 3 | 0  | 0 | 3 | 1  | 9  | –8 |     | 0 |

| Joe Perry      | 2 – 2 | Andrew Higginson |
| Elliot Slessor | 3 – 1 | Lukas Kleckers   |
| Elliot Slessor | 2 – 2 | Andrew Higginson |
| Joe Perry      | 3 – 0 | Lukas Kleckers   |
| Lukas Kleckers | 0 – 3 | Andrew Higginson |
| Joe Perry      | 1 – 3 | Elliot Slessor   |

#### 24. csoport
| Hely. | Játékos        | M | Gy | D | V | F+ | F- | FK | LB  | P |
| ----- | -------------- | - | -- | - | - | -- | -- | -- | --- | - |
| 1     | Robert Milkins | 3 | 2  | 1 | 0 | 8  | 3  | +5 | 78  | 7 |
| 2     | Andy Hicks     | 3 | 2  | 1 | 0 | 8  | 4  | +4 | 93  | 7 |
| 3     | Sanderson Lam  | 3 | 1  | 0 | 2 | 4  | 7  | –3 | 100 | 3 |
| 4     | Allan Taylor   | 3 | 0  | 0 | 3 | 3  | 9  | –6 | 54  | 0 |

| Robert Milkins | 3 – 0 | Sanderson Lam |
| Andy Hicks     | 3 – 1 | Allan Taylor  |
| Andy Hicks     | 3 – 1 | Sanderson Lam |
| Robert Milkins | 3 – 1 | Allan Taylor  |
| Allan Taylor   | 1 – 3 | Sanderson Lam |
| Robert Milkins | 2 – 2 | Andy Hicks    |

#### 25. csoport
| Hely. | Játékos      | M | Gy | D | V | F+ | F- | FK | LB  | P |
| ----- | ------------ | - | -- | - | - | -- | -- | -- | --- | - |
| 1     | Pang Junxu   | 3 | 2  | 1 | 0 | 8  | 4  | +4 | 137 | 7 |
| 2     | Ryan Day     | 3 | 1  | 2 | 0 | 7  | 4  | +3 | 125 | 5 |
| 3     | Dylan Emery  | 3 | 0  | 2 | 1 | 5  | 7  | –2 | 103 | 2 |
| 4     | Reanne Evans | 3 | 0  | 1 | 2 | 3  | 8  | –5 | 55  | 1 |

| Ryan Day     | 2 – 2 | Dylan Emery  |
| Pang Junxu   | 3 – 1 | Reanne Evans |
| Pang Junxu   | 3 – 1 | Dylan Emery  |
| Ryan Day     | 3 – 0 | Reanne Evans |
| Reanne Evans | 2 – 2 | Dylan Emery  |
| Ryan Day     | 2 – 2 | Pang Junxu   |

#### 26. csoport
| Hely. | Játékos       | M | Gy | D | V | F+ | F- | FK | LB  | P |
| ----- | ------------- | - | -- | - | - | -- | -- | -- | --- | - |
| 1     | Chris Wakelin | 3 | 2  | 0 | 1 | 6  | 4  | +2 | 77  | 6 |
| 2     | Tom Ford      | 3 | 1  | 1 | 1 | 6  | 5  | +1 | 76  | 4 |
| 3     | Ian Burns     | 3 | 1  | 1 | 1 | 6  | 6  | 0  | 131 | 4 |
| 4     | Anton Kazakov | 3 | 1  | 0 | 2 | 4  | 7  | –3 | 57  | 3 |

| Tom Ford      | 1 – 3 | Anton Kazakov |
| Chris Wakelin | 3 – 1 | Ian Burns     |
| Chris Wakelin | 3 – 0 | Anton Kazakov |
| Tom Ford      | 2 – 2 | Ian Burns     |
| Ian Burns     | 3 – 1 | Anton Kazakov |
| Tom Ford      | 3 – 0 | Chris Wakelin |

#### 27. csoport
| Hely. | Játékos       | M | Gy | D | V | F+ | F- | FK | LB  | P |
| ----- | ------------- | - | -- | - | - | -- | -- | -- | --- | - |
| 1     | Jamie Jones   | 3 | 2  | 1 | 0 | 8  | 3  | +5 | 134 | 7 |
| 2     | David Lilley  | 3 | 1  | 1 | 1 | 5  | 5  | 0  | 138 | 4 |
| 3     | Sam Craigie   | 3 | 0  | 3 | 0 | 6  | 6  | 0  | 71  | 3 |
| 4     | Andres Petrov | 3 | 0  | 1 | 2 | 3  | 8  | –5 |     | 1 |

| Jamie Jones  | 3 – 1 | Andres Petrov |
| Sam Craigie  | 2 – 2 | David Lilley  |
| Sam Craigie  | 2 – 2 | Andres Petrov |
| Jamie Jones  | 3 – 0 | David Lilley  |
| David Lilley | 3 – 0 | Andres Petrov |
| Jamie Jones  | 2 – 2 | Sam Craigie   |

#### 28. csoport
| Hely. | Játékos         | M | Gy | D | V | F+ | F- | FK | LB  | P |
| ----- | --------------- | - | -- | - | - | -- | -- | -- | --- | - |
| 1     | Gary Wilson     | 3 | 2  | 1 | 0 | 8  | 2  | +6 | 115 | 7 |
| 2     | Jak Jones       | 3 | 1  | 1 | 1 | 5  | 5  | 0  | 133 | 4 |
| 3     | Barry Pinches   | 3 | 0  | 3 | 0 | 6  | 6  | 0  | 61  | 3 |
| 4     | Harvey Chandler | 3 | 0  | 1 | 2 | 2  | 8  | –6 |     | 1 |

| Gary Wilson   | 3 – 0 | Harvey Chandler |
| Jak Jones     | 2 – 2 | Barry Pinches   |
| Jak Jones     | 3 – 0 | Harvey Chandler |
| Gary Wilson   | 2 – 2 | Barry Pinches   |
| Barry Pinches | 2 – 2 | Harvey Chandler |
| Gary Wilson   | 3 – 0 | Jak Jones       |

#### 29. csoport
| Hely. | Játékos      | M | Gy | D | V | F+ | F- | FK | LB  | P |
| ----- | ------------ | - | -- | - | - | -- | -- | -- | --- | - |
| 1     | Lu Ning      | 3 | 3  | 0 | 0 | 9  | 2  | +7 | 135 | 9 |
| 2     | John Astley  | 3 | 1  | 1 | 1 | 6  | 5  | +1 | 60  | 4 |
| 3     | Chen Zifan   | 3 | 1  | 1 | 1 | 5  | 5  | 0  | 75  | 4 |
| 4     | Oliver Lines | 3 | 0  | 0 | 3 | 1  | 9  | –8 | 56  | 0 |

| Lu Ning      | 3 – 1 | John Astley  |
| Oliver Lines | 0 – 3 | Chen Zifan   |
| Oliver Lines | 0 – 3 | John Astley  |
| Lu Ning      | 3 – 0 | Chen Zifan   |
| Chen Zifan   | 2 – 2 | John Astley  |
| Lu Ning      | 3 – 1 | Oliver Lines |

#### 30. csoport
| Hely. | Játékos        | M | Gy | D | V | F+ | F- | FK | LB  | P |
| ----- | -------------- | - | -- | - | - | -- | -- | -- | --- | - |
| 1     | Lyu Haotian    | 3 | 2  | 1 | 0 | 8  | 3  | +5 | 135 | 7 |
| 2     | Fraser Patrick | 3 | 1  | 1 | 1 | 5  | 6  | –1 | 101 | 4 |
| 3     | Haydon Pinhey  | 3 | 1  | 0 | 2 | 5  | 6  | –1 | 100 | 3 |
| 4     | Graeme Dott    | 3 | 1  | 0 | 2 | 4  | 7  | –3 | 72  | 3 |

| Graeme Dott    | 3 – 1 | Haydon Pinhey  |
| Lyu Haotian    | 2 – 2 | Fraser Patrick |
| Lyu Haotian    | 3 – 1 | Haydon Pinhey  |
| Graeme Dott    | 1 – 3 | Fraser Patrick |
| Fraser Patrick | 0 – 3 | Haydon Pinhey  |
| Graeme Dott    | 0 – 3 | Lyu Haotian    |

#### 31. csoport
| Hely. | Játékos          | M | Gy | D | V | F+ | F- | FK | LB  | P |
| ----- | ---------------- | - | -- | - | - | -- | -- | -- | --- | - |
| 1     | Anthony Hamilton | 3 | 2  | 1 | 0 | 8  | 3  | +5 | 130 | 7 |
| 2     | Noppon Saengkham | 3 | 2  | 0 | 1 | 7  | 4  | +3 | 90  | 6 |
| 3     | Ashley Hugill    | 3 | 0  | 2 | 1 | 5  | 7  | –2 | 65  | 2 |
| 4     | Steven Hallworth | 3 | 0  | 1 | 2 | 2  | 8  | –6 | 96  | 1 |

| Noppon Saengkham | 3 – 0 | Steven Hallworth |
| Anthony Hamilton | 2 – 2 | Ashley Hugill    |
| Anthony Hamilton | 3 – 0 | Steven Hallworth |
| Noppon Saengkham | 3 – 1 | Ashley Hugill    |
| Ashley Hugill    | 2 – 2 | Steven Hallworth |
| Noppon Saengkham | 1 – 3 | Anthony Hamilton |

#### 32. csoport
| Hely. | Játékos         | M | Gy | D | V | F+ | F- | FK | LB  | P |
| ----- | --------------- | - | -- | - | - | -- | -- | -- | --- | - |
| 1     | Hsziao Kuo-tong | 3 | 3  | 0 | 0 | 9  | 3  | +6 | 112 | 9 |
| 2     | Rod Lawler      | 3 | 1  | 1 | 1 | 6  | 6  | 0  | 62  | 4 |
| 3     | Scott Donaldson | 3 | 0  | 2 | 1 | 5  | 7  | –2 | 97  | 2 |
| 4     | Mink Nutcharut  | 3 | 0  | 1 | 2 | 4  | 8  | –4 | 54  | 1 |

| Hsziao Kuo-tong | 3 – 1 | Rod Lawler      |
| Scott Donaldson | 2 – 2 | Mink Nutcharut  |
| Scott Donaldson | 2 – 2 | Rod Lawler      |
| Hsziao Kuo-tong | 3 – 1 | Mink Nutcharut  |
| Mink Nutcharut  | 1 – 3 | Rod Lawler      |
| Hsziao Kuo-tong | 3 – 1 | Scott Donaldson |

### Második forduló
A második forduló 8 csoportból állt. Minden csoportban négy játékos szerepelt.

#### A csoport
| Hely. | Játékos           | M | Gy | D | V | F+ | F- | FK | LB  | P |
| ----- | ----------------- | - | -- | - | - | -- | -- | -- | --- | - |
| 1     | Pang Junxu        | 3 | 2  | 1 | 0 | 8  | 4  | +4 | 104 | 7 |
| 2     | Yuan Sijun        | 3 | 1  | 2 | 0 | 7  | 4  | +3 | 74  | 5 |
| 3     | Ronnie O’Sullivan | 3 | 1  | 0 | 2 | 4  | 6  | –2 | 127 | 3 |
| 4     | Ali Carter        | 3 | 0  | 1 | 2 | 3  | 8  | –5 | 80  | 1 |

| Ronnie O’Sullivan | 0 – 3 | Yuan Sijun |
| Ali Carter        | 1 – 3 | Pang Junxu |
| Ali Carter        | 2 – 2 | Yuan Sijun |
| Ronnie O’Sullivan | 1 – 3 | Pang Junxu |
| Pang Junxu        | 2 – 2 | Yuan Sijun |
| Ronnie O’Sullivan | 3 – 0 | Ali Carter |

#### B csoport
| Hely. | Játékos       | M | Gy | D | V | F+ | F- | FK | LB  | P |
| ----- | ------------- | - | -- | - | - | -- | -- | -- | --- | - |
| 1     | Luca Brecel   | 3 | 2  | 1 | 0 | 8  | 2  | +6 | 114 | 7 |
| 2     | Daniel Wells  | 3 | 1  | 2 | 0 | 7  | 4  | +3 | 79  | 5 |
| 3     | Chris Wakelin | 3 | 1  | 1 | 1 | 5  | 5  | 0  | 139 | 4 |
| 4     | Jamie Clarke  | 3 | 0  | 0 | 3 | 0  | 9  | –9 | 52  | 0 |

| Luca Brecel   | 2 – 2 | Daniel Wells  |
| Chris Wakelin | 3 – 0 | Jamie Clarke  |
| Chris Wakelin | 2 – 2 | Daniel Wells  |
| Luca Brecel   | 3 – 0 | Jamie Clarke  |
| Jamie Clarke  | 0 – 3 | Daniel Wells  |
| Luca Brecel   | 3 – 0 | Chris Wakelin |

#### C csoport
| Hely. | Játékos        | M | Gy | D | V | F+ | F- | FK | LB  | P |
| ----- | -------------- | - | -- | - | - | -- | -- | -- | --- | - |
| 1     | Stuart Bingham | 3 | 2  | 1 | 0 | 8  | 3  | +5 | 120 | 7 |
| 2     | Jamie Jones    | 3 | 1  | 1 | 1 | 6  | 5  | +1 | 130 | 4 |
| 3     | Ben Woollaston | 3 | 1  | 0 | 2 | 3  | 7  | –4 | 100 | 3 |
| 4     | Jordan Brown   | 3 | 0  | 2 | 1 | 5  | 7  | –2 | 117 | 2 |

| Stuart Bingham | 3 – 0 | Ben Woollaston |
| Jordan Brown   | 2 – 2 | Jamie Jones    |
| Jordan Brown   | 1 – 3 | Ben Woollaston |
| Stuart Bingham | 3 – 1 | Jamie Jones    |
| Jamie Jones    | 3 – 0 | Ben Woollaston |
| Stuart Bingham | 2 – 2 | Jordan Brown   |

#### D csoport
| Hely. | Játékos      | M | Gy | D | V | F+ | F- | FK | LB  | P |
| ----- | ------------ | - | -- | - | - | -- | -- | -- | --- | - |
| 1     | Zhao Xintong | 3 | 2  | 1 | 0 | 8  | 2  | +6 | 145 | 7 |
| 2     | Gary Wilson  | 3 | 2  | 0 | 1 | 6  | 4  | +2 | 115 | 6 |
| 3     | Mark Allen   | 3 | 1  | 1 | 1 | 5  | 6  | –1 | 104 | 4 |
| 4     | Chang Bingyu | 3 | 0  | 0 | 3 | 2  | 9  | –7 | 136 | 0 |

| Zhao Xintong | 3 – 0 | Chang Bingyu |
| Mark Allen   | 0 – 3 | Gary Wilson  |
| Mark Allen   | 3 – 1 | Chang Bingyu |
| Zhao Xintong | 3 – 0 | Gary Wilson  |
| Gary Wilson  | 3 – 1 | Chang Bingyu |
| Zhao Xintong | 2 – 2 | Mark Allen   |

#### E csoport
| Hely. | Játékos         | M | Gy | D | V | F+ | F- | FK | LB  | P |
| ----- | --------------- | - | -- | - | - | -- | -- | -- | --- | - |
| 1     | Lu Ning         | 3 | 2  | 1 | 0 | 8  | 3  | +5 | 129 | 7 |
| 2     | Stephen Maguire | 3 | 2  | 0 | 1 | 7  | 3  | +4 | 73  | 6 |
| 3     | Mark Williams   | 3 | 1  | 0 | 2 | 3  | 6  | –3 | 133 | 3 |
| 4     | Aaron Hill      | 3 | 0  | 1 | 2 | 2  | 8  | –6 | 73  | 1 |

| Mark Williams   | 3 – 0 | Aaron Hill      |
| Stephen Maguire | 1 – 3 | Lu Ning         |
| Stephen Maguire | 3 – 0 | Aaron Hill      |
| Mark Williams   | 0 – 3 | Lu Ning         |
| Lu Ning         | 2 – 2 | Aaron Hill      |
| Mark Williams   | 0 – 3 | Stephen Maguire |

#### F csoport
| Hely. | Játékos         | M | Gy | D | V | F+ | F- | FK | LB  | P |
| ----- | --------------- | - | -- | - | - | -- | -- | -- | --- | - |
| 1     | Lyu Haotian     | 3 | 2  | 1 | 0 | 8  | 3  | +5 | 79  | 7 |
| 2     | Hossein Vafaei  | 3 | 1  | 1 | 1 | 5  | 5  | 0  | 124 | 4 |
| 3     | Jimmy Robertson | 3 | 0  | 3 | 0 | 6  | 6  | 0  | 87  | 3 |
| 4     | Michael Judge   | 3 | 0  | 1 | 2 | 3  | 8  | –5 | 76  | 1 |

| Hossein Vafaei  | 3 – 0 | Michael Judge   |
| Jimmy Robertson | 2 – 2 | Lyu Haotian     |
| Jimmy Robertson | 2 – 2 | Michael Judge   |
| Hossein Vafaei  | 0 – 3 | Lyu Haotian     |
| Lyu Haotian     | 3 – 1 | Michael Judge   |
| Hossein Vafaei  | 2 – 2 | Jimmy Robertson |

#### G csoport
| Hely. | Játékos          | M | Gy | D | V | F+ | F- | FK | LB  | P |
| ----- | ---------------- | - | -- | - | - | -- | -- | -- | --- | - |
| 1     | Ricky Walden     | 3 | 2  | 1 | 0 | 8  | 3  | +5 | 135 | 7 |
| 2     | Shaun Murphy     | 3 | 2  | 0 | 1 | 7  | 5  | +2 | 112 | 6 |
| 3     | Anthony Hamilton | 3 | 1  | 1 | 1 | 6  | 5  | +1 | 116 | 4 |
| 4     | Elliot Slessor   | 3 | 0  | 0 | 3 | 1  | 9  | –8 | 53  | 0 |

| Shaun Murphy     | 3 – 1 | Elliot Slessor   |
| Ricky Walden     | 2 – 2 | Anthony Hamilton |
| Ricky Walden     | 3 – 0 | Elliot Slessor   |
| Shaun Murphy     | 3 – 1 | Anthony Hamilton |
| Anthony Hamilton | 3 – 0 | Elliot Slessor   |
| Shaun Murphy     | 1 – 3 | Ricky Walden     |

#### H csoport
| Hely. | Játékos         | M | Gy | D | V | F+ | F- | FK | LB  | P |
| ----- | --------------- | - | -- | - | - | -- | -- | -- | --- | - |
| 1     | Hsziao Kuo-tong | 3 | 2  | 1 | 0 | 8  | 4  | +4 | 127 | 7 |
| 2     | Michael White   | 3 | 2  | 0 | 1 | 7  | 4  | +3 | 131 | 6 |
| 3     | Robert Milkins  | 3 | 0  | 2 | 1 | 4  | 7  | –3 | 75  | 2 |
| 4     | David Gilbert   | 3 | 0  | 1 | 2 | 4  | 8  | –4 | 102 | 1 |

| David Gilbert   | 1 – 3 | Michael White   |
| Robert Milkins  | 2 – 2 | Hsziao Kuo-tong |
| Robert Milkins  | 0 – 3 | Michael White   |
| David Gilbert   | 1 – 3 | Hsziao Kuo-tong |
| Hsziao Kuo-tong | 3 – 1 | Michael White   |
| David Gilbert   | 2 – 2 | Robert Milkins  |

### Harmadik forduló
A harmadik forduló 2 csoportból állt. Minden csoportban négy játékos szerepelt.

#### 1. csoport
| Hely. | Játékos        | M | Gy | D | V | F+ | F- | FK | LB  | P |
| ----- | -------------- | - | -- | - | - | -- | -- | -- | --- | - |
| 1     | Lu Ning        | 3 | 2  | 1 | 0 | 8  | 4  | +5 | 139 | 7 |
| 2     | Ricky Walden   | 3 | 0  | 3 | 0 | 6  | 6  | 0  | 130 | 3 |
| 3     | Stuart Bingham | 3 | 0  | 2 | 1 | 5  | 7  | –2 | 131 | 2 |
| 4     | Pang Junxu     | 3 | 0  | 2 | 1 | 5  | 7  | –2 | 107 | 2 |

| Stuart Bingham | 2 – 2 | Pang Junxu   |
| Ricky Walden   | 2 – 2 | Lu Ning      |
| Ricky Walden   | 2 – 2 | Pang Junxu   |
| Stuart Bingham | 1 – 3 | Lu Ning      |
| Lu Ning        | 3 – 1 | Pang Junxu   |
| Stuart Bingham | 2 – 2 | Ricky Walden |

#### 2. csoport
| Hely. | Játékos         | M | Gy | D | V | F+ | F- | FK | LB  | P |
| ----- | --------------- | - | -- | - | - | -- | -- | -- | --- | - |
| 1     | Luca Brecel     | 3 | 2  | 0 | 1 | 7  | 3  | +4 | 108 | 6 |
| 2     | Hsziao Kuo-tong | 3 | 2  | 0 | 1 | 7  | 4  | +3 | 111 | 6 |
| 3     | Zhao Xintong    | 3 | 2  | 0 | 1 | 6  | 4  | +2 | 138 | 6 |
| 4     | Lyu Haotian     | 3 | 0  | 0 | 3 | 0  | 9  | –9 |     | 0 |

| Zhao Xintong    | 3 – 0 | Lyu Haotian     |
| Luca Brecel     | 1 – 3 | Hsziao Kuo-tong |
| Luca Brecel     | 3 – 0 | Lyu Haotian     |
| Zhao Xintong    | 3 – 1 | Hsziao Kuo-tong |
| Hsziao Kuo-tong | 3 – 0 | Lyu Haotian     |
| Zhao Xintong    | 0 – 3 | Luca Brecel     |

## Döntő
| Döntő: 3 nyert frame-ig. Játékvezető: John Pellew Morningside Arena, Leicester, Anglia, 2022. július 29. |                  |             |
| Lu Ning                                                                                                  | 1–3              | Luca Brecel |
| Frame-ek pontjai: (67) 67–68, (73) 73–0, 15–72 (72), 0–125 (100)                                         |                  |             |
| 73 | Legnagyobb break | 100         |
| 0 | Százas breakek   | 1           |
| 2 | 50+ breakek      | 2           |

## Százas breakek
A tornán összesen 106 százas breaket löktek.
| - 145, 138, 125, 123, 105, 105, 101, 101 – Zhao Xintong - 144, 112, 109, 103, 100 – Shaun Murphy - 142, 104 – Mark Allen - 141, 106 – Matthew Selt - 140, 133 – Mark Williams - 139, 135, 129 – Lu Ning - 139, 108 – Chris Wakelin - 138 – David Lilley - 137, 136, 108, 107, 104 – Pang Junxu - 136, 108 – Chang Bingyu - 135, 132, 106 – Zhou Yuelong - 135, 130, 106 – Ricky Walden - 135 – Lyu Haotian - 134, 130, 102 – Jamie Jones - 133 – Jak Jones - 133 – Peng Yisong - 133 – Jimmy Robertson | - 131, 130, 108, 107 – Michael White - 131, 120 – Stuart Bingham - 131, 111 – Ian Burns - 130, 116, 114, 106 – Anthony Hamilton - 130 – Jackson Page - 127, 121 – Ronnie O’Sullivan - 127, 112, 111, 103, 103, 101 – Hsziao Kuo-tong - 127, 100 – Ben Woollaston - 125 – Ryan Day - 125 – Andy Lee - 124, 123, 117 – Hossein Vafaei - 120, 101 – Wu Yize - 118 – Thepchaiya Un-Nooh - 117, 115, 111, 108, 100 – Jordan Brown - 117 – Ben Mertens - 117 – Joe Perry - 115, 115 – Gary Wilson | - 114, 108, 100 – Luca Brecel - 113 – Louis Heathcote - 113 – Mark Selby - 111, 100 – Li Hang - 111 – Joe O’Connor - 105, 102 – Alexander Ursenbacher - 105 – Barry Hawkins - 104 – Cao Yupeng - 104 – Mark Davis - 103 – Dylan Emery - 103 – Tian Pengfei - 102, 100 – David Gilbert - 101 – Aaron Hill - 101 – Fraser Patrick - 100 – Sanderson Lam - 100 – Haydon Pinhey |